# Безводнинская волость
Безводнинская волость — историческая административно-территориальная единица Нижегородского уезда Нижегородской губернии Российской империи и РСФСР. Волостной центр — с. Безводное

## История
Образована в ходе крестьянской реформы 1860-х годов в северной части Нижегородского уезда.
Безводнинский Волостной исполнительный комитет был организован 16 декабря 1917 года. Первым председателем Комитета был избран Ухабин Аркадий Иванович.
Ликвидирована волость и Безводнинский волостной Совет рабочих, крестьянских и красноармейских депутатов постановлением ГИК от 20 июня 1929 г., Президиума ВЦИК от 10 июня 1929 г. Селения переданы в Борисовопокровский и Кстовский (Печерский) районы.

## Население
В 1922 году — 3581 человек, 1925 — 20440 жителей.

## Состав

### Населённые пункты
На 1918 год: с. Безводное (постановлением ГИК от 14 января 1927 г., Президиума ВЦИК от 18 июля 1927 г. село преобразовано в рабочий поселок, сельсовет — в поссовет, постановлением ВЦИК от 12 ноября 1928 г. вновь преобразовано в село), слобода Нагорная, слобода Подгорная.
Постановлением Президиума ВЦИК от 10 июля 1922 года из Кстовской волости переданы деревни Караулово, Зименки. Из Слободской волости передана деревня Починок. В 1922 г. из Новоликеевской волости: д. Ветчак (Ветчаг), Карабатово, Лобково, Михальчиково, Муханово, Новое Ликеево (Новоликеево), Подвалиха (Липов Остров), Студенец, Толстобино.
Постановлением Президиума ВЦИК от 17 апреля 1924 г., ГИК от 4 апреля 1924 г. из Кстовской волости перешли населенные пункты: с. Большие Вишенки, Великий Враг, д. Зелецино, Лукерьино, Малые Вишенки, Новосвятителева (Новосвятителево), Сосновка.
В 1924 г. из Шелокшанской волости: (д.) с. Большое Мокрое, с. Вередеево, д. Каменка (Каменищи), Красногорка, Малое Мокрое, пос. Новониколаевка, д. Стан, Старое Ликеево, с. Шелокша.
(с. Большое Мокрое, с. Вередеево, д. Каменки, д. Красногорка, д. Малое Мокрое, пос. Ново Николаевка, д. Стан, д. Старое Ликеево, с. Шелокша, д. Вередеево, Вередеевский совхоз «Родник»).

### Сельсоветы
В 1922 году — 2 сельсовета, в 1925 — 7.

## Инфраструктура
В 1919 году в с. Безводное была создана «Коллегия» по металло-ткацкому производству, в 1921 году коллегия металло-ткацкого производства была присоединена к государственному заводу «Красный якорь», затем в промысловую артель «Металлист», и пром.артель им. Ленина. В Муханово-Подвалиха — промысловая артель «Удное Дело», в Вередееве — опытно-зоотехническая станция «Родник».
В Безводном были больница, тубдиспансер, почтовое отделение, пристань, изба-читальня, школа.